# Heteromys teleus
Heteromys teleus (Гетероміс еквадорський) — вид гризунів з родини Гетеромісові (Heteromyidae) підряду Бобровиді (Castorimorpha).

## Проживання
Цей вид відомий тільки з центрально-західного Еквадору від близько рівня моря на прибережній рівнині до 2000 м над рівнем моря на західних схилах Анд. Це нічний вид, пов'язаний з невеликими водотоками, до яких використовує виразні стежки. Зустрічається в сухих і досить сезонних вічнозелених лісах, може бути в помірно порушених. 

## Загрози та охорона
Вирубка лісів і крайня фрагментація через лісозаготівлю та насадження плантацій африканських олійних пальм представляє головну загрозу цього виду. Може проживати в охоронних територіях, однак присутність потребує перевірки.
| Панда | Це незавершена стаття з теріології. Ви можете допомогти проєкту, виправивши або дописавши її. |